# 三井弘次
三井 弘次（みつい こうじ、1910年3月6日 - 1979年4月20日）は、日本の俳優。本名：三井 日子秀（みつい ひこひで）。戦前は「与太者シリーズ」に主演した「与太者トリオ」の一人として、戦後は黒澤明監督や小津安二郎監督作品などでバイプレーヤーとして活躍した。旧芸名は三井 秀男。

## 人物
神奈川県横浜市西区西戸部町生まれ。父親が松竹の特約映画館を経営していたことから、映画に小さい頃から親しんでいた。西戸部小学校から1922年に慶應義塾大学商工学校に入学するも、学校の行き帰りに通る松竹蒲田撮影所へ見学として出入りするうちに、映画俳優になることを決意。
1924年、慶應義塾大学学生時代に松竹蒲田撮影所に俳優として入社し、1925年に三井秀男の芸名で『懐かしの蒲田』でデビュー。その後は脇役として出演を続けるが、1931年に磯野秋雄、阿部正三郎と共に与太者トリオとして、野村浩将監督の『令嬢と与太者』に出演。『与太者と芸者』『与太者と花嫁』などの与太者シリーズで一躍、人気者となった。
1934年にトリオ揃って準幹部待遇となり、1935年には正式に準幹部となるが、与太者シリーズ第10作『与太者と小町娘』完成後に松竹の監督だった重宗務の東京発声映画研究所の創立に参加、松竹を離れる。トリオの一角を欠いた与太者シリーズ第11作『与太者と若夫婦』は三井の代役を立てて撮影された物のこれで打ち切りとなった。また喜劇俳優としては別に小津安二郎監督の『非常線の女』（1932年）、『浮草物語』『母を恋はずや』（1934年）に立て続けに起用される。1938年、阿部豊監督の北海道を舞台とした少年院物『太陽の子』の演技が評価され、その名を決定的なものとした。
東京発声映画研究所の解散から松竹に戻り、次々と出演、小津監督の『風の中の牝雞』（1948年）で芸名を三井弘次に改名する。遊び人の喜三郎役を演じた黒澤明監督の『どん底』（1957年）では第12回毎日映画コンクールと第8回ブルーリボン賞の助演男優賞を受賞し、バイプレイヤーとしてその地位を決定付ける。即興が非常に上手く、『赤ひげ』で共演した後輩の山﨑努も舌を巻いたと語っている。1960年にフリーとなってからは映画のみならずテレビドラマ、舞台と活躍するが、1971年に胃潰瘍の手術を受けてからは体調を崩し、俳優活動を縮小した。
1979年4月20日午後8時45分、心不全のため、鎌倉市内の病院で死去。69歳没。
弟は慶應義塾大学医学部の教授で解剖学の権威だった三井但夫と、デザイナー・画家の三井直麿。

## 出演作品

### 映画
- 親父とその子（1929年、松竹）
- 与太者シリーズ
  - 令嬢と与太者(1931年) - 行田忠平
  - 初恋と与太者(1932年)
  - 与太者と縁談(1932年)
  - 戦争と与太者(1932年)
  - 与太者と芸者(1933年） - 三井四郎
  - 与太者と海水浴 (1933年）
  - 女学生と与太者(1933年）
  - 与太者と脚線美(1933年）
  - 与太者と花嫁 (1934年)
  - 与太者と小町娘(1935年)
- 豚の花ざかり（1932年、松竹）
- 忠臣蔵 赤穂京の巻・江戸の巻（1932年、松竹） - 碇床小僧
- 大学の若旦那（1933年） - 北村
- 非常線の女（1933年、松竹） - 宏
- 力と女の世の中 (1933年) - 次郎（声の出演）
- 嫁入り前 (1933年)
- 嬉しい頃 (1933年)
- 玄関番とお嬢さん (1934年)
- 婦系図 (1934年)
- 恋を知りそめ申し候 (1934年)
- 大学の若旦那・武勇伝 (1934年)
- 大学の若旦那・太平楽 (1934年)
- 限りなき舗道 (1934年)
- 母を恋はずや（1934年、松竹） - 幸作
- 浮草物語（1934年、松竹） - 信吉
- 乾杯！学生諸君 (1935年)
- 東京の英雄 (1935年)
- 街の笑くぼ (1936年)
- 燃えろ！魂 (1936年)
- オヤケ・アカハチ (1937年)
- 波止場やくざ (1937年)
- 十字砲火 (1937年)
- 太陽の子（1938年、東京発声） - 大久保
- ある淑女の告白 花ある氷河 (1938年)
- 明朗親子総動員 (1938年)
- 悪太郎 (1938年)
- 第一線の人々 (1938年)
- 鳶と与太者(1939年)
- 半七捕物帳第一話 勘平の死(1939年)
- 心の太陽(1939年)
- 母を讃へる歌(1939年)
- 新しき家族 (1939年)
- 新妻問答 (1939年)
- 征戦愛馬譜 暁に祈る (1940年)
- 都会の奔流 (1940年)
- 楽しき我が家（1940年、松竹） - 真二郎
- 舞台姿 (1940年)
- 江戸の青空 (1941年)
- 父ありき（1942年、松竹） - 卒業生
- すみだ川 (1942年)
- 愛機南へ飛ぶ (1943年)
- 秘話ノルマントン号事件 仮面の舞踏 (1943年)
- 母の記念日 (1943年)
- 野戦軍楽隊（1944年、松竹）
- 必勝歌 (1945年) - 川西
- 朗らか週間 第一話 抓って頂戴 (1946年)
- 待ちぼうけの女（1946年、松竹） - 駒島
- 女の幽霊 (1946年)
- 粋な風来坊（1946年、松竹） - 源太郎
- 深夜の市長 (1947年)
- モデルと若様 (1947年)
- わが生涯のかがやける日（1948年、松竹）
- 風の中の牝雞（1948年、松竹） - 男
- 痴人の愛（1949年、大映） - 関
- 脱線情熱娘 (1949年)
- 嫉妬 (1949年)
- 森の石松（吉村公三郎監督・1949年） - オイランの半七
- 宵待草恋日記（1950年)
- 醜聞（1950年、松竹） - カメラマンA
- てんやわんや（1950年、松竹） - 佐賀谷
- 帰郷（1950年、松竹） - 憲兵軍曹
- 長崎の鐘（1950年、松竹）
- おぼろ駕籠（1951年、松竹） - 蝙蝠の吉太郎
- カルメン故郷に帰る（1951年、松竹） - 岡信平
- 泣きぬれた人形（1951年、松竹） - スリの繁
- 情炎の波止場（1951年)
- 大江戸五人男（1951年、松竹） - 仏の小平
- 海の花火（1951年、松竹） - 森山
- 夢と知りせば (1952年)
- とんかつ大将（1952年、松竹） - 艶歌師吟月
- 丹下左膳 (1952年) - 鼓の与吉
- リンゴ園の少女 (1952年)
- 君の名は 第一部・第二部（1953年、松竹） - 横山
- 女の一生（1953年、近代映画協会） - 騎手三次
- 鞍馬天狗 青面夜叉 (1953年)
- 腰抜け狂騒曲（1954年)
- 旗本退屈男 謎の百万両（1954年、東映） - 空っ風の文吉
- 右門捕物帖 まぼろし変化（1954年、宝塚映画） - おしゃべり伝六
- 美男天狗党（1954年、松竹） - 弥之助
- ここに泉あり（1955年、中央映画） - 丸屋
- 番場の忠太郎（1955年、新東宝） - 半次
- 娘船頭さん (1955年)
- 春色大盗伝 (1955年)
- 元禄美少年記 (1955年)
- 下郎の首（1955年、新東宝） - 小屋物・壁勝
- いろは囃子 (1955年)
- 青銅の基督（1955年、松竹） - 岩吉
- 絵島生島（1955年、松竹） - 岡本五郎右衛門
- 応仁絵巻 吉野の盗賊（1955年、松竹） - 波川兵太夫
- 早春（1956年、松竹） - 平山
- 台風騒動記（1956年、山本プロ） - 山代議員
- 壁あつき部屋（1956年、新鋭プロ） - 西村
- 刑事部屋 (1956年)
- 次男坊故郷へ行く (1956年)
- 怪盗鼠小僧 祭に消えた男 (1956年)
- 青春の音 (1956年)
- 怪猫五十三次 (1956年)
- 惚れるな弥ン八 (1956年)
- あなた買います（1956年、松竹） - 栗田為吉
- 東京よいとこ (1957年)
- 眠狂四郎無頼控 第二話 円月殺法（1957年、東宝） - 閻魔の吉五郎
- 伴淳・森繁の糞尿譚（1957年、松竹） - 塩川
- どん底（1957年、東宝） - 喜三郎
- 喜びも悲しみも幾歳月（1957年、松竹） - 金牧次席
- 気違い部落（1957年、松竹） - 青木助夫
- 正義派（1957年、松竹）
- 日日の背信（1958年、松竹） - 重蔵
- 二人だけの橋 (1958年)
- 月給13,000円 (1958年)
- 渡る世間は鬼ばかり ボロ家の春秋 (1958年)
- 坊っちゃん（1958年、松竹） - 吉川（野太鼓）
- 警視庁物語 魔の伝言板（1958年、東映） - 大沼山之助
- モダン道中 その恋待ったなし (1958年)
- 旅姿鼠小僧 (1958年)
- 隠し砦の三悪人（1958年、東宝） - 山名の番卒
- 蟻の街のマリア（1958年、松竹） - 岩さん
- 人間の條件 第1・2部（1959年、にんじんくらぶ） - 古屋
- キクとイサム（1959年、大東映画） - 雑貨屋さん
- 狐と狸 (1959年) - 飯塚半五郎
- 背中を掻いて頂載な (1959年)
- 素晴らしき十九才 (1959年)
- 浮草（1959年、大映） - 吉之助
- 聖女と拳銃 (1959年)
- 第五福竜丸（1959年、近代映画協会） - 焼津の警官
- 今日もまたかくてありなん（1959年、松竹） - 男
- 三羽烏三代記 (1959年) - 小田島
- いろはにほへと（1960年、松竹）
- 悪い奴ほどよく眠る（1960年、東宝） - 新聞記者A
- 彼女だけが知っている (1960年)
- 鑑賞用男性 (1960年)
- 弾丸大将（1960年、東映） - 美里村巡査
- 七人の敵あり (1961年) - 磯部
- わが恋の旅路 (1961年、松竹)
- 喜劇 金の実る樹に恋が咲く (1961年)
- 恋の画集 (1961年)
- 夕陽に赤い俺の顔（1961年、松竹）
- 男の歌 (1962年)
- 山河あり（1962年、松竹） - 儀間猛
- 東京湾（1962年、松竹） - 林麻薬取締官
- ギャング対ギャング (1962年) - 柳沢
- からみ合い（1962年、松竹） - 客の男
- あいつばかりが何故もてる (1962年)
- 天国と地獄（1963年、東宝） - 新聞記者A
- ハワイの若大将（1963年、東宝） - 石山新介[1]
- 秘剣 (1963年) - 矢部仙十郎
- 昭和侠客伝 (1963年) - 池上
- 馬鹿まるだし（1964年、松竹） - 主水屋
- 砂の女（1964年、勅使河原プロ） - 村の老人
- 寝言泥棒 (1964年)
- ただいま診察中 (1964年) - 吉川源吉
- 日本一のホラ吹き男（1964年、東宝） - 古井資料係社員
- 飢餓海峡（1965年、東映） - 本島進一
- 赤ひげ（1965年、東宝） - 平吉
- アンコ椿は恋の花（1965年、松竹） - 坂上克三
- パンチ野郎 (1966年)
- ミヨちゃんのためなら全員集合‼︎ (1969年、松竹) - 八木
- 8.15シリーズ（東宝）
  - 日本のいちばん長い日（1967年） - 政治部記者
  - 激動の昭和史 沖縄決戦（1971年） - 怒鳴る老人[2]
- 喜劇 一発勝負（1967年、松竹） - 石丸先生
- 七つの顔の女 (1969年)
- どですかでん（1970年、東宝） - 屋台のおやじ
- 虹をわたって （1972年） - 豊さん
- 大脱獄（1975年、東映） - 祐太

・=== テレビドラマ ===
- ウロコ座（KR）
  - 第66話「遠い星」（1957年）
  - 第77・78話「声」（1958年）
  - 第103・104話「夕顔」（1958年）
- ダイヤル110番（NTV）
  - 第12話「銃口」（1957年）
  - 第21話「ニセ千円札ご注意！」（1958年）
  - 第68話「死闘」（1958年）
- お好み日曜座 / 花咲く港（1958年、NHK）
- いろはにほへと（1959年、KRT）
- 松本清張シリーズ・黒い断層 「張込み」（1960年、KRT）
- 東芝日曜劇場（TBS）
  - 第228話「赤西蠣太」（1961年）
  - 第738話「ちんどん日記」（1971年）
  - 第755話「続ちんどん日記」（1971年）
- 虹の設計（1964年、NHK）
- 青春とはなんだ（1965年、NTV、東宝）
- のれん太平記 第5シリーズ（1965年 - 1966年、CX / 東宝） - 牧田京助
- 若者たち（1966年、CX）
- 泣いてたまるか （TBS）
  - 第3話「ビフテキ子守唄」（1966年）
  - 第9話「おお独身くん!」（1966年）
- 銭形平次（CX）
  - 第24話「捕縄の掟」（1966年） - 道化
  - 第144話「消えた御用金」（1969年）
- これが青春だ（1966年、NTV / 東宝）
- 何処へ（1966年 - 1967年、NTV / 松竹） - 清水校長
- NHK大河ドラマ / 三姉妹（1967年、NHK） - とぎ屋仁兵衛
- 剣（NTV）
  - 第17話「珍説天保水滸伝」（1967年） - 笹川の繁蔵
  - 第37話「俺は陰陽師」（1967年） - 天地堂
- 鬼平犯科帳'71 第21話「あいびき」 - 仁兵衛
- でっかい青春（1967年、NTV / 東宝）
- お嫁さん 第7シリーズ（1969年‐70年、フジテレビ / 松竹）- 今村清之助
- 特別機動捜査隊 第473話「盛り場刑事」（1970年、NET） - 遠藤刑事
- 大忠臣蔵（1971年、NET） - 平吉
- 人形佐七捕物帳 第18話「死のかぞえ唄」（1971年、NET） - 亀八
- どっこい大作 第17話（1973年、NET）
- 子連れ狼（1973年、NTV）
- 走れ!ケー100 第32話「ニセモノ機関士大暴走」（1974年、TBS）
- ふりむくな鶴吉 第27話「盛り場」（1975年、NHK）
- 人魚亭異聞 無法街の素浪人 第9話「廃墟のめぐり逢い」（1976年、NET）
- 浮浪雲 第13話（1978年、ANB） - 露天商の老人